# Diuron
O DCMU (3-(3,4-diclorofenil)-1,1-dimetilureia) é um herbicida e algicida do grupo das arilas que inibe a fotossíntese e a adesão intercelular nas plantas. Foi introduzido pela Bayer em 1954 sob o nome comercial de Diuron.

## História
Em 1952, os químicos da empresa DuPont de Nemours patentearam uma série de derivados do grupo ureias substituídas. Vários compostos foram comercializados como herbicidas: clortoluron (3-cloro-4-metilfenil) e Diuron, o exemplo (3,4-diclorofenil). Posteriormente, mais de trinta derivados do composto compartilhando o mesmo mecanismo de ação chegaram ao mercado mundial.

## Química
O material de partida consiste na 3,4-dicloroanilina, que sofre uma reação bioquímica com fosgénio para formar um derivado de isocianato. Esta substância é feita subsequentemente para reagir com dimetilamina e resultar na formação do composto químico.
Arila-NH2 + COCl2 → Arila-NCO
Arila-NCO + NH(CH3)2 → Arila-NHCON(CH3)2

## Mecanismo de ação
DCMU é um inibidor sensível da fotossíntese. Ele bloqueia o sítio de ligação da molécula de plastoquinona QB do fotossistema II, que ocorre nas membranas dos tilacoides nos cloroplasto, impedindo o fluxo de elétrons do fotossistema II para a plastoquinona QA. Isso interrompe a cadeia transportadora de elétrons na fotossíntese e, assim, reduz a capacidade da planta de transformar a energia luminosa em energia química (ATP). A absorção do produto ocorre predominantemente pelas raízes.
O diuron tem ação apenas no bloqueio do fluxo de elétrons do fotossistema II, não tendo efeito no fotossistema I ou outras reações do processo, como a absorção de luz ou a fixação do carbono no ciclo de Calvin.
No entanto, como interrompe a entrada de elétrons produzidos pela oxidação da água no fotossistema II, a fotossíntese "linear" é efetivamente interrompida, pois não há elétrons disponíveis para sair da cadeia de elétrons para redução de NADP+ a NADPH. Na verdade, descobriu-se que o composto não só não inibe a via fotossintética cíclica, mas, sob certas circunstâncias, também a estimula.

## Usos
DCMU é utilizado para o controle seletivo de ervas daninhas no cultivo de cana-de-açúcar, grãos e algodão, sob plantas ornamentais e frutíferas. Também é utilizado em combinação com outros herbicidas em doses mais elevadas. O DCMU está listado no Anexo I da Normas Internacionais de Medidas Fitossanitárias 91/414/EC e é, portanto, um ingrediente ativo aprovado pela União Europeia.

## Toxicidade
DCMU (Diuron) foi caracterizado como um provável carcinógeno humano com base em testes em animais.